# هاريل ليفي
هاريل ليفي (بالعبرية: הראל לוי‏) مواليد 5 أغسطس 1978 في إسرائيل، هو لاعب كرة مضرب إسرائيلي سابق بدأ مسيرته كمحترف سنة 1995 وكان يلعب باليد اليمنى، اعتزل اللعب في 2011. أعلى تصنيف له في الفردي كان المركز الـ 30 في سنة 2001.

## روابط خارجية
- هاريل ليفي على موقع رابطة محترفي التنس (الإنجليزية)
- هاريل ليفي على موقع الاتحاد الدولي لكرة المضرب (الإنجليزية)
- هاريل ليفي على موقع كأس ديفيز (الإنجليزية)
- هاريل ليفي على موقع خلاصة التنس.كوم (الإنجليزية)
- هاريل ليفي على موقع إي إس بي إن.كوم (الإنجليزية)